# Old Henry (película de 2021)
Old Henry es una película estadounidense de wéstern de 2021 escrita y dirigida por Potsy Ponciroli. Protagonizada por Tim Blake Nelson, un campesino que debe proteger a su hijo de unos malhechores, se estrenó en el Festival de Cine de Venecia el 7 de septiembre de 2021. Más tarde, el 1 de octubre, fue llevada a los cines en Estados Unidos por Shout! Studios.

## Reparto
- Tim Blake Nelson como Henry
- Scott Haze como Curry
- Gavin Lewis como Wyatt
- Trace Adkins como Al
- Stephen Dorff como Ketchum
- Richard Speight Jr. como Dugan
- Max Arciniega como Stilwell
- Brad Carter como Branigan

## Producción
En una entrevista, Tim Blake Nelson dijo que protagonizar la película titulada La balada de Buster Scruggs (2018) le enseñó a manejar la pistola: "Estuve trabajando con armas todos los días durante unos cinco meses para poder manejar la pistola".  El 15 de diciembre de 2020, Hideout Pictures y Shout! Studios anunciaron un acuerdo para producir tres westerns, entre ellos Old Henry, de Potsy Ponciroli. La participación de Nelson en la película se confirmó el 12 de enero de 2021.  El 14 de enero de 2021, Stephen Dorff, Trace Adkins, Scott Haze y Gavin Lewis se unieron al reparto. El rodaje de Old Henry tuvo lugar en Tennessee entre enero y marzo de 2021.